# 裳懸氏
裳懸氏（もかけし、もかけうじ）は、日本の氏族。鎌倉幕府の功臣・土肥実平の後裔・小早川氏の庶流一族である。

## 出自
桓武平氏平良文の流れをくむ相模国土肥郷を発祥とする土肥氏の一族で、土肥実平の子・遠平が安芸国沼田荘（広島県三原市）地頭職に補任され、養子・景平がこれを継ぎ小早川氏を称した。その後裔、竹原小早川氏の初代・小早川政景が、正応元年（1288年）、備前国裳懸庄（邑久（太伯）郡裳掛村。現・岡山県瀬戸内市邑久町・虫明・裳掛 地区）の地頭職を賜り、その地を治めるため現地に赴いた庶流家が、後に現地の地名をとって名字とした一族が裳懸氏である。その後、竹原小早川氏は裳懸庄を手放し、この時、裳懸氏も安芸国へ撤収している。

## 戦国時代以降
天正年間の小早川家の座配書立の上位に裳懸殿の名が見え、他にも裳懸河内守（裳懸河内守盛聡）、裳懸六郎（裳懸六郎盛聡）、裳懸采女允などの名が記されていることから、小早川隆景の時代の小早川家臣団の中でも重きをなしたものと考えられる。
小早川隆景が没すると裳懸六郎盛聡は京都に閑居し、裳懸氏を改め高山氏を称した。関ヶ原の戦いでは東軍に参陣。徳川家康本隊で鉄砲頭として鉄砲隊の一隊を指揮し、その功をもって備中国後月郡木子村で1000石を与えられた。嫡男・高山盛勝の時代に所領の一部を上野国新田郡に移されるが、寄合旗本1000石として明治維新までつづいた。分家に次男・高山利永を祖とする旗本450石がある。
永禄4年（1561年）、毛利元就・隆元父子が隆景の居城新高山城を訪問した際、父・裳懸河内守盛聡と共に召しだされ、杯を受けた裳懸景利の系統は町人となった。